# Liste der Wappen in der Provinz Savona
Die Liste der Wappen in der Provinz Savona beinhaltet alle in der Wikipedia gelisteten Wappen der Orte in der Provinz Savona in der Region Ligurien in Italien. In dieser Liste werden die Wappen mit dem Gemeindelink angezeigt. 

## Wappen der Provinz Savona

Provinz Savona
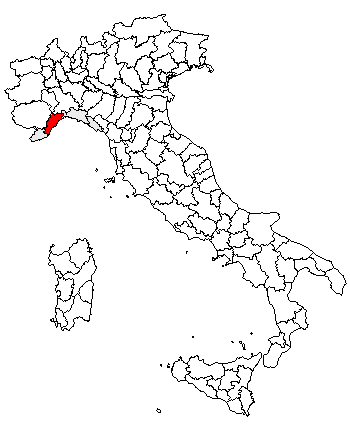
Lage der Provinz in Italien

## Wappen der Gemeinden der Provinz Savona

Alassio
Albenga
Albisola Superiore
Albissola Marina
Altare
Andora
Arnasco
Balestrino
Bardineto
Bergeggi
Boissano
Borghetto Santo Spirito
Borgio Verezzi
Bormida
Cairo Montenotte
Calice Ligure
Calizzano
Carcare
Casanova Lerrone
Castelbianco
Castelvecchio di Rocca Barbena
Celle Ligure
Cengio
Ceriale
Cisano sul Neva
Cosseria
Dego
Erli
Finale Ligure
Garlenda
Giustenice
Giusvalla
Laigueglia
Loano
Magliolo
Mallare
Massimino
Millesimo
Mioglia
Murialdo
Nasino
Noli
Onzo
Orco Feglino
Ortovero
Osiglia
Pallare
Piana Crixia
Pietra Ligure
Plodio
Pontinvrea
Quiliano
Rialto
Roccavignale
Sassello
Savona
Spotorno
Stella
Stellanello
Testico
Toirano
Tovo San Giacomo
Urbe
Vado Ligure
Varazze
Vendone
Vezzi Portio
Villanova d’Albenga
Zuccarello